# Industrijska zona
Industrijska zona najznačajniji je morfološki oblik koncentracije industrijskih pogona u gradu.
Riječ je o dijelu gradskog prostora namijenjenom industrijskoj proizvodnji u kojoj je podignut veći broj pogona. Industrijski pogoni često imaju zajedničku infrastrukturu (željeznice, ceste, plinovod, električni vodovi, vodovod, kanalizacija, telekomunikacije itd.). Prema tome, industrijska zona nije funkcionalni nego prostorni pojam. Industrijske zone mogu nastati spontano, ali najčešće planskim mjerama. Unaprijed projektirana i realizirana industrijska zona neobično je privlačna za uprave industrijskih i njima srodnih poduzeća jer se ne moraju brinut i da dođu do terena i o tome gdje su urbanističkim planovima takve zone predviđene. To je posebno izraženo u slučaju danas sve brojnijih industrijskih poduzeća koja su, raznim mjerama upravne vlasti, prisiljena na preseljenje.
"Istovremeno, stvaranje industrijskih zona jedno je od najsnažnijih sredstava u rukama općina, gradova i regija da u svoj prostor privuku industriju, ako je žele. Za državu ili lokalne uprave to znači pojednostavljenje procedure i jamstvo provedbe zoniranja i planiranja razvoja i zaštite okoliša.

## Povijest
Stvaranje industrijskih zona, u suvremenom smislu, započelo je u Velikoj Britaniji, odmah nakon Drugog svjetskog rata u sklopu velikih poduhvata za rasterećenje londonske aglomeracije. Ubrzo je akciju poduzela i Francuska radi rasterećenja Pariške regije, a posebno uspješno i Italija, u kojoj je veliki broj povijesnih gradova zahtijevao čuvanje svog izgleda i sistematizaciju industrije u suvremeno uređenim zonama, koje su mahom mogle biti na periferiji srednjih i manjih gradova, kojih je u Italiji i najveći broj.
Prva organizirana industrijska zona nastala je u New Yorku, 1830. g. tzv. New York Dock C. Zatim Clearing Industrial District u Chicagu, 1899. g. U Europi se često navodi kao prva, industrijska zona u sjevernom predgrađu Hamburga, Altoni (Altona), koja je nastala zalaganjem gradonačelnika Altone.
Franza Adickesa, godine 1884. Među prvima je i Trafford Park u Manchesteru 1896. g. no, uglavnom je ipak trebalo jedno stoljeće da dođe do većeg zamaha izgradnje planiranih i dobro prostorno organiziranih industrijskih zona, a posebno do toga da ih se shvaća prvenstveno sredstvom usmjeravanja industrije i metodom razvijanja kraja." (Marinović-Uzelac, 2001.)
"Industrijski kompleks, za razliku od zona, funkcionalni je pojam. Jedan industrijski kompleks
čini skupina industrijskih pogona međusobno povezanih funkcionalnim vezama, a svi dijele zajedničku lokaciju. Njihova funkcionalna veza može se očitovati tehnološkim, proizvodnim, tržišnim ili drugim vezama." (Vresk, 2002

## Znanstveno - tehnološki parkovi
su posebne zone za kreiranje i komercijalizaciju novih proizvoda
za svjetsko tržište na osnovi primjene visokih tehnologija u uskoj suradnji između industrije,
znanstvenih ustanova i fakulteta. Razvili su se nakon 2. svj. rata u razvijenim zemljama i žarišta
su inovacija i tehničkog progresa. Prvi znanstveno tehnološki parkovi osnovani su u SAD, gdje su
danas najpoznatiji Silicijska dolina u Kaliforniji, Cesta 128 Boston (Massachusetts) i Research
Triangle Park u Sj. Karolini. Parkovi su se raširili i po europskim zemljama, gdje su najpoznatiji u
Cambridgeu (Vel. Britanija), Antipolis kod Nice i Sorbona u Parizu, Louvainu u Belgiji, Oulu u
Finskoj i dr.